# Martin Vihmann
Martin Vihmann, né le 23 août 1981, est un athlète estonien, spécialiste du sprint.
Ses records sont de 10 s 84 (2006) et 21 s 05 (2005, lors de l'Universiade à Izmir) sur 100 et 200 m. Il détient, en tant qu'espoir, le record du relais 4 × 100 m de l'Estonie qu'il a égalé à deux reprises (39 s 69 à Munich le 10 août 2002, 5e en séries (Argo Goldberg, Maidu Laht, Martin Vihmann, Erki Nool, égalé par l'équipe espoirs à Bydgoszcz le 20 juillet 2003 (toujours 5e) avec (Allar Aasma, Henri Sool, Martin Vihmann, Argo Goldberg). Il est à deux reprises finaliste et 5e sur 200 m lors des Universiades de Daegu (médaille de bronze au relais) et d'Izmir.